# Québec-Expedition

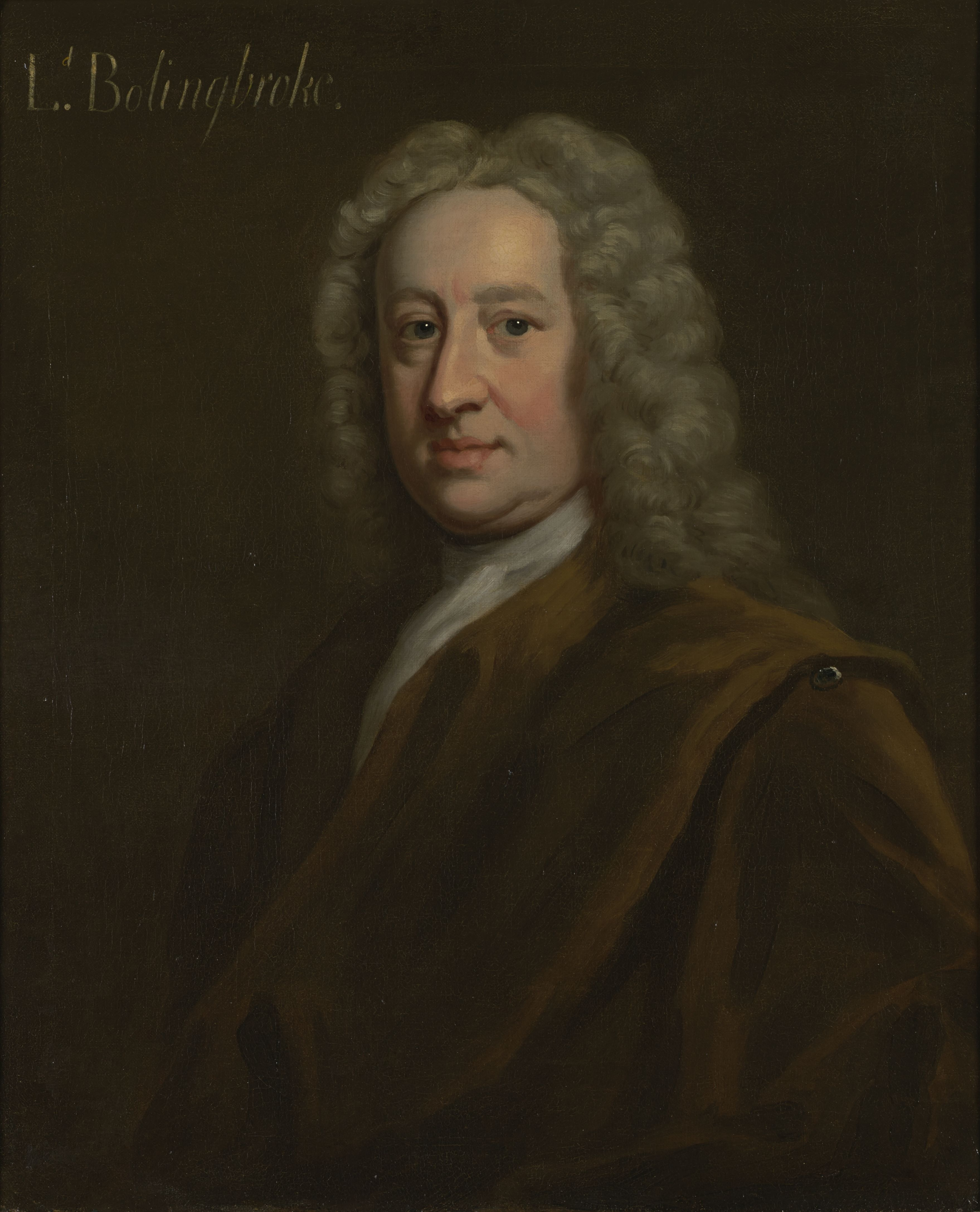
Henry St. John organisierte die Québec-Expedition (Gemälde von Charles Jervas)

Die Québec-Expedition, auch Walker-Expedition genannt, war ein fehlgeschlagener britischer Angriff auf die Stadt Québec in Neufrankreich während des Queen Anne’s War, des nordamerikanischen Teils des Spanischen Erbfolgekriegs. Er scheiterte aufgrund eines schweren Schiffsunglücks auf dem Sankt-Lorenz-Strom am 22. August 1711, bei dem sieben Transportschiffe und ein Versorgungsschiff kenterten. Dabei kamen 890 Soldaten und Seeleute ums Leben. Dieses Unglück gilt als eines der schwersten in der Geschichte der Royal Navy.
Die Expedition war eine Idee von Robert Harley und basierte auf Plänen aus dem Jahr 1708. Aufgrund einer Erkrankung Harleys führte Henry St. John den größten Teil der vorbereitenden Planungen durch. Absicht der Québec-Expedition war es, die britische Macht auf See zu demonstrieren. Die Expeditionsleiter, Konteradmiral Hovenden Walker und Brigadier John Hill, wurden aufgrund ihrer politischen Einstellung und ihrer Beziehungen zur Krone ausgewählt, selbst gegenüber der Admiralität hielt man die Pläne geheim. Trotz der Geheimhaltung gelang es französischen Spionen, die britischen Absichten herauszufinden und die Behörden in Québec zu warnen.
Die Expedition sollte in Boston ausgerüstet werden, doch die Stadt war bei der Ankunft der Schiffe nicht vorbereitet und die Behörden der Kolonie Massachusetts hatten große Schwierigkeiten, Vorräte für drei Monate zusammenzubringen. Walker hatte auch Mühe, für das Navigieren auf dem Sankt-Lorenz-Strom Lotsen und Seekarten zu finden. Die Expedition erreichte ohne Zwischenfälle den Sankt-Lorenz-Golf, doch Nebel, tückische Strömungen und starke Winde trieben die Flotte zum nördlichen Ufer hin, nahe einer heute als Pointe-des-Anglais bezeichneten Ortschaft, wo die Schiffe kenterten. Walker brach die Expedition ab und kehrte nach England zurück. Obwohl die Québec-Expedition fehlschlug, verfolgte Harley seine Hochseemarine-Strategie weiter.

## Hintergrund

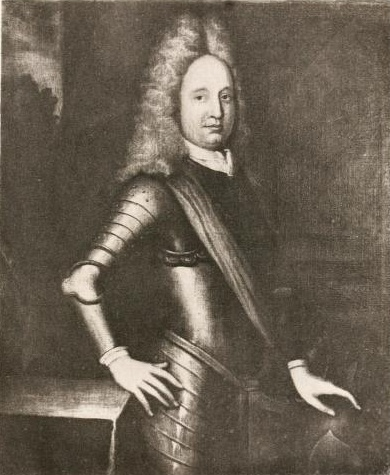
Samuel Vetch schlug erstmals 1708 eine ähnliche Expedition vor

Im Oktober 1710 nahmen reguläre britische Truppen und amerikanische Kolonisten die französische Festung Port Royal in Akadien ein (beim heutigen Annapolis Royal in Nova Scotia). Francis Nicholson, der Kommandeur der Expedition, brachte die Siegesnachricht nach London. Dort setzten sich er und Jeremiah Dummer (Repräsentant der Province of Massachusetts Bay) für eine Expedition nach Québec, der wichtigsten Siedlung Neufrankreichs, ein. Nach einer Regierungsumbildung im August 1710 war Robert Harley zum Schatzkanzler ernannt worden. Harley wollte die britischen Streitkräfte neu ausrichten und strebte nach einer Hochseemarine, auf Kosten eines reduzierten Heeres. Mit einem erfolgreichen, von ihm konzipierten Feldzug wollte er auch den anhaltenden Einfluss seines politischen Rivalen, des Duke of Marlborough, zurückdrängen. Zu diesem Zweck ordnete er See- und Landexpeditionen zur Eroberung Québecs an. Aufgrund einer schweren Erkrankung übernahm sein Staatssekretär Henry St. John (der spätere Viscount Bolingbroke) den größten Teil der Planungen.
Der Angriffsplan basierte auf Überlegungen, die Samuel Vetch in den Jahren 1708 und 1709 angestellt hatte. Eine Marine-Expedition sollte reguläre Truppen und koloniale Milizen den Sankt-Lorenz-Strom hinauf transportieren. Zum Oberkommandierenden wurde Konteradmiral Hovenden Walker bestimmt, während Brigadier John Hill das Kommando über die Landstreitkräfte erhielt. Walker, der erst im März zum Konteradmiral befördert worden war, dürfte aufgrund seiner Freundschaft mit St. John und seiner politischen Ansichten (Unterstützer der Tories) ausgewählt worden sein. Mit der Wahl Hills wollte sich St. John wahrscheinlich beim königlichen Hof einschmeicheln: Hill war ein Bruder von Abigail Masham, einer Vertrauten von Königin Anne, sowie ein Cousin von Sarah Churchill, Duchess of Marlborough. Fünf von Marlboroughs Regimentern in Flandern und zwei in Großbritannien stationierte Regimenter bildeten die rund 5000 Mann zählende Landstreitmacht. Die Flottille stach im April und Mai 1711 von verschiedenen südenglischen Häfen aus in See. Ihr Ziel war ein streng gehütetes Geheimnis: Weder Walker noch die Admiralität waren über das Ziel informiert worden. Um Spione zu täuschen, hatten die Schiffe nur so viele Vorräte an Bord wie für eine Fahrt in europäischen Gewässern üblich.

## Zwischenhalt in Boston
Im Juni 1711 traf Francis Nicholson mit Nachrichten und Details zu den Expeditionsplänen in Boston ein. Kurzerhand wurde ein Treffen von Kolonialgouverneuren in New London (Connecticut) vereinbart. Die See-Expedition sollte in den Neuengland-Kolonien aufgebotene Miliztruppen umfassen. Von Connecticut bis Pennsylvania aufgebotene Truppen sollten unter Nicholsons Führung dem Hudson River und dem Lake Champlain entlang bis nach Montreal marschieren. Die kolonialen Truppen für Walkers See-Expedition standen unter dem Kommando von Samuel Vetch, der 1710 Gouverneur von Nova Scotia geworden war. Sie umfassten 1500 Mann, meist aus Massachusetts, mit kleineren Kontingenten aus New Hampshire und Rhode Island.
Die Flottille erreichte Boston am 24. Juni und die britischen Truppen gingen auf Noodle’s Island (heutiger Standort des Logan International Airport) an Land. Laut dem Historiker Samuel Adams Drake war die Flottille „die beeindruckendste, die jemals den Atlantik unter englischer Flagge überquert hatte“. Da sie Großbritannien mit unzureichenden Vorräten verlassen hatte, erwarteten ihre Organisatoren, in Boston vollumfänglich versorgt zu werden. Die Anzahl Soldaten und Seeleute überstieg die damalige Einwohnerzahl Bostons, so dass die Umsetzung dieses Vorhabens große Probleme bereitete. Gesetze wurden erlassen, um Wucherei seitens der Händler zu verhindern. Den Einwohnern war es bei Strafe verboten, Deserteure bei sich aufzunehmen (laut zeitgenössischen Quellen offenbar ein ernstes Problem).
Während des fünfwöchigen Aufenthalts in Boston versuchte Walker vergeblich Flusslotsen anzuwerben, die Erfahrung mit Navigieren auf dem Sankt-Lorenz-Strom hatten. Sogar Kapitän Cyprian Southack, der als einer der besten Seefahrer der Kolonie galt, gab zu verstehen, dass er nie über die Mündung des Stroms hinaus gesegelt sei. Walker beabsichtigte, sich hauptsächlich auf einen Franzosen zu verlassen, den er vor der Abreise in Plymouth mitgenommen hatte. Vetch hingegen hegte großes Misstrauen gegenüber dem Franzosen. Er schrieb, er sei „nicht nur ein ignoranter, angeberischer, fauler, betrunkener Kerl“, sondern führe auch „nichts Gutes im Schilde“. Nach diesem Bericht bestach Walker einen Herrn Paradis, den Kapitän einer gekaperten französischen Schaluppe, damit dieser als Lotse diene. Auf den Seekarten, die Walker zusammengetragen hatte, fehlten detaillierte Angaben über das Gebiet des Sankt-Lorenz-Stroms, ebenso in William Phips’ Tagebuch der Expedition von 1690. Walker befragte einige Teilnehmer von Phips’ Expedition, deren ungenaue Schilderungen nicht dazu beitrugen, seine Bedenken über die zu erwartenden Gefahren zu zerstreuen. Diese Bedenken bewogen ihn dazu, seine größten und schwersten Schiffe bloß für Patrouillenfahrten einzusetzen. Als neues Flaggschiff wählte er die Edgar (70 Kanonen).

## Katastrophe

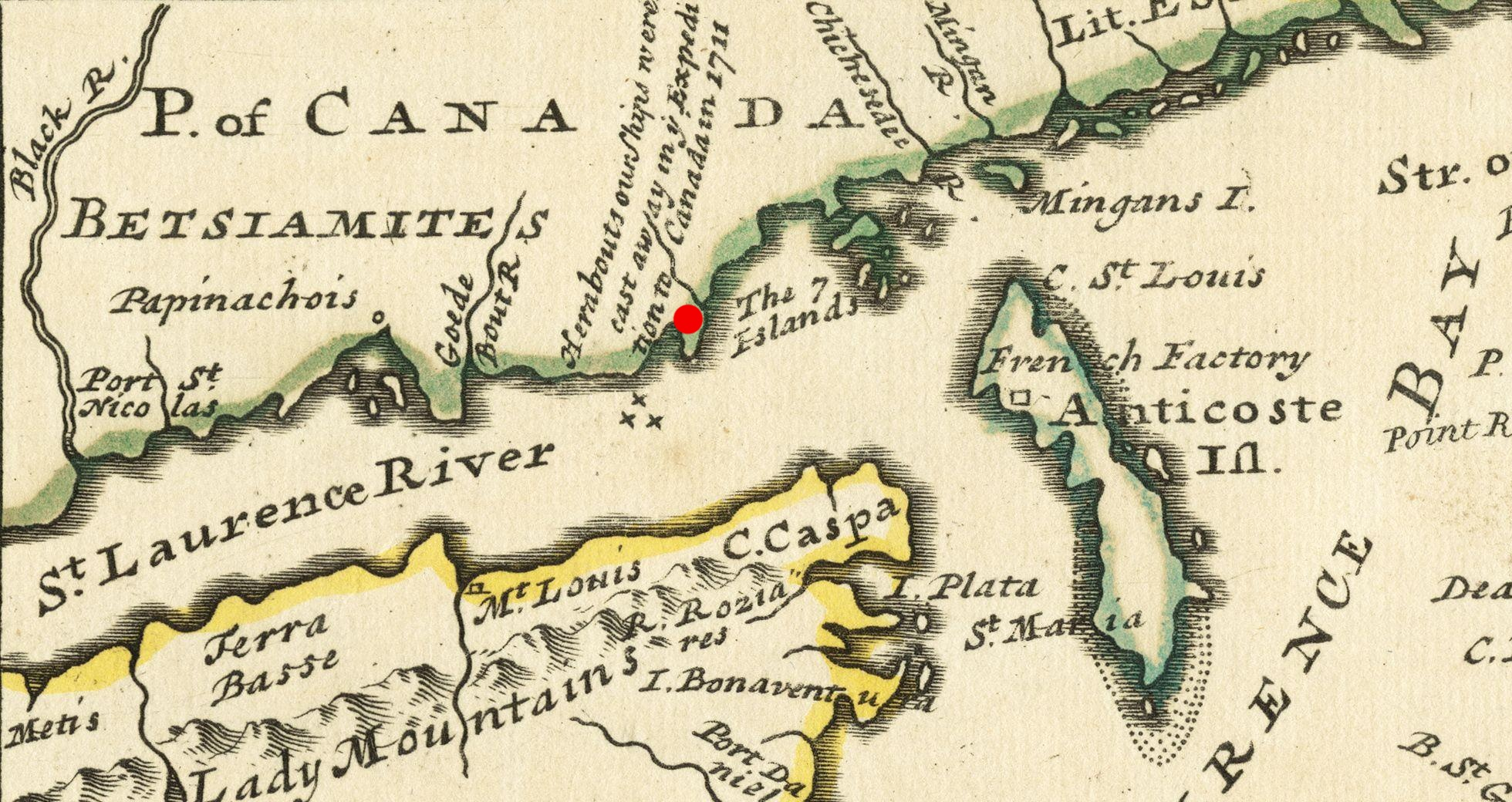
Auf dieser Karte von 1733 ist die Unglücksstelle mit einem roten Punkt markiert

Am 30. Juli segelte die Flottille aus Boston los. Sie bestand aus verschiedenen britischen und kolonialen Schiffen, darunter neun Kriegsschiffe, zwei Bombarden sowie 60 Transport- und Versorgungsschiffe. Die Schiffe transportierten 7500 Soldaten und etwa 6000 Seeleute. Am 3. August erreichte die Flottille die Küste von Nova Scotia, wo Samuel Vetch die Schiffe um Cape Breton und Cape North in den Sankt-Lorenz-Golf lotste.
Am Morgen des 18. August, als die Expedition gerade dabei war, die Mündung des Sankt-Lorenz-Stroms zu erreichen, begann der Wind stark von Nordwesten her zu wehen. Walker sah sich gezwungen, sich in der Gaspé-Bucht in Sicherheit zu bringen. Am Morgen des 20. August drehte der Wind auf Südost und den Schiffen war es möglich, langsam an der Westspitze der Insel Anticosti vorbei zu segeln, bis der Wind nachließ und dichter Nebel aufzog. Am 22. August frischte der Wind etwas auf und der Nebel verzog sich zeitweise, doch nicht genug, um bis zur Küste zu sehen. Zu diesem Zeitpunkt befand sich die Flottille an einer Stelle, wo der Sankt-Lorenz-Strom etwa 110 Kilometer breit ist und sich markant zu verengen beginnt. In dieser Gegend liegen vor dem Nordufer (beim heutigen Ort Pointe-des-Anglais) zahlreiche kleine Inseln, darunter die Île aux Œufs (Eierinsel), sowie felsige Untiefen. Nach Rücksprache mit den Lotsen gab Walker um etwa 20 Uhr das Signal, um die Flottille ungefähr auf Südwestkurs anzuführen.
Walker glaubte, sich in der Mitte des Stroms zu befinden, als er den Befehl erteilte. Tatsächlich befand er sich aber rund 32 km nördlich des geeigneten Kurses und starke Strömungen lenkten seine Schiffe in Richtung Nordwesten. Bei Ostwind näherte sich die Flottille allmählich der Île aux Œufs. Als Kapitän George Paddon um 22:30 Uhr berichtete, dass unmittelbar vor ihnen Land gesichtet worden sei, nahm Walker fälschlicherweise an, dass sie sich dem Südufer näherten. Kurz bevor er zu Bett ging, gab er den Befehl, einen nördlicheren Kurs einzuschlagen. Einige Minuten später wurde Walker von einem Armeeoffizier namens Goddard geweckt, der behauptete, vor sich die Brandung zu sehen. Walker ignorierte die Warnung, doch etwas später kehrte Goddard zurück und bestand darauf, dass der Vizeadmiral auf das Deck komme, sonst seien sie verloren.
Im Morgenmantel kam Walker auf das Deck und sah, dass das Schiff vom Ostwind zur westlichen Leeküste getrieben wurde. Der französische Lotse kam ebenfalls an Deck und machte ihn auf den wahren Standort aufmerksam. Walker befahl unverzüglich, die Ankerseile zu kappen und gegen den Wind zu segeln, um der Gefahr zu entkommen. Zwei der Kriegsschiffe, die HMS Montague und die HMS Windsor, bekundeten mehr Mühe und ankerten über Nacht an einer gefährlichen Stelle, umgeben von Brechern. Die ganze Nacht durch hörte Walker Schreie der Not. Als sich der Nebel lichtete, sah er Schiffe, die in einiger Entfernung auf Grund gelaufen waren. Ein Neuengländer schrieb, dass er „das Kreischen der sinkenden, ertrinkenden, scheidenden Seelen“ gehört habe. Um 2 Uhr morgens flaute der Wind ab und drehte dann nach Nordwesten. Dem größten Teil der Flotte gelang es, sich von der Küste fernzuhalten.
Während die Flottille nach Überlebenden suchte, dauerte es drei Tage, bis das ganze Ausmaß der Katastrophe ersichtlich wurde. Sieben Transportschiffe und ein Versorgungsschiff waren gesunken. In Walkers erstem Bericht war von 884 ertrunkenen Soldaten die Rede, spätere Berichte revidierten diese Zahl auf 740. Dazu gehörten einige mitgereiste Frauen. Der Historiker Gerald Graham zählt rund 150 tote Seeleute hinzu, die in den Berichten der Armee nicht erwähnt worden waren. Somit dürfte die Zahl der Todesopfer bei 890 gelegen haben. Am 25. August, nach Bergung der letzten Überlebenden und Befragung einiger Lotsen, beschlossen Walker und Hill den Abbruch der Expedition. Vetch machte direkt Walker für die Katastrophe verantwortlich: „Meiner bescheidenen Meinung nach kann das Unglück auf keinen Fall der Schwierigkeit des Navigierens angelastet werden, sondern unserem falschen Kurs, der uns unausweichlich dem Nordufer zutrieb.“
Die Flottille segelte vom Sankt-Lorenz-Golf weg und ankerte am 4. September bei Spanish River, dem heutigen Hafen von Sydney (Nova Scotia). Dort beratschlagte man sich, ob stattdessen die Franzosen in der Siedlung Plaisance auf Neufundland angegriffen werden sollten. Angesichts des zu Ende gehenden Sommers, der für eine Überwinterung in der Region ungenügenden Vorräte und Gerüchten über starke Verteidigungsanlagen in Plaisance entschied sich der Rat der Offiziere gegen einen Angriff und beschloss die Rückkehr nach Großbritannien.

## Rückkehr
Francis Nicholson erfuhr von der Katastrophe, als er mit seinen Truppen am Lake George lagerte, woraufhin er den Feldzug abbrach. Die See-Expedition blieb auf der Heimkehr vom Unglück verfolgt: Walker hatte zuvor nach New York geschrieben und um Unterstützung durch die HMS Feversham sowie jegliche weitere verfügbare Versorgungsschiffe ersucht. Ohne dass er etwas davon ahnte, liefen die HMS Feversham und die Transporter Joseph, Mary und Neptun am 7. Oktober an der Küste von Cape Breton auf Grund, wobei mehr als 100 Männer ums Leben kamen (diese Nachricht erreichte London erst im November). Am 10. Oktober kam die Flottille in Portsmouth an. Walkers Flaggschiff, die HMS Edgar, explodierte einige Tage später, möglicherweise aufgrund falscher Handhabung von Schießpulver. Als Folge davon verlor Walker zahlreiche wichtige Papiere; auch das Tagebuch von William Phips soll bei der Explosion zerstört worden sein.
Trotz der Ausmaße des Scheiterns der Expedition hielten sich die politischen Folgen in Grenzen. Harley verfolgte die aggressive Hochseepolitik, mit der Großbritanniens Feinde in Schach gehalten werden sollten, weiter. Zu diesem Zweck entzog er den europäischen Feldzügen des Heeres weitere Geldmittel. Da das Projekt durch die amtierende Regierung organisiert worden war, war sie nicht daran interessiert, die Ursachen des Scheiterns genauer zu untersuchen. Walker wurde verständnisvoll von der Königin empfangen und sowohl er als auch Hill erhielten neue Einsätze. Später schrieb Walker einen detaillierten und freimütigen Bericht, basierend auf seinen Erinnerungen sowie geretteten Tagebüchern und Papieren. Der Beginn der Herrschaft Georgs I. führte zu zahlreichen Wechseln in Machtpositionen, woraufhin Walker 1715 seines Ranges enthoben wurde.
Allgemein machte man in Großbritannien die ungenügende Unterstützung durch die Kolonien für das Scheitern verantwortlich, als Gründe galten Geiz und Dickköpfigkeit. Die Kolonien wiesen diese Anschuldigungen zurück; Francis Nicholson und Gouverneur Joseph Dudley beschuldigten stattdessen Walker. Die Beziehungen zwischen der Heeresführung und der kolonialen Bevölkerung waren während des Aufenthalts der Truppen nahe Boston nicht immer herzlich gewesen. Sie gaben einen Vorgeschmack auf die angespannten Beziehungen zwischen Zivilisten und militärischen Besatzern in den Jahren vor dem Amerikanischen Unabhängigkeitskrieg. Einer von Hills Offizieren schrieb von der „schlechten Wesensart und Bitterkeit dieser Leute, deren Regierung, Doktrin, Umgangsformen, Heuchelei und Scheinheiligkeit nicht unterstützbar sind“; sollten sie nicht unter straffere Führung gebracht werden, würden die Kolonisten „jeden Tag starrköpfiger und ungehorsamer werden“. Die Kolonisten ihrerseits nahmen mit einiger Entrüstung zur Kenntnis, dass sowohl Walker als auch Hill keinerlei Konsequenzen für das Scheitern der Expedition zu tragen hatten.

## Französische Aktionen
Die französischen Behörden waren bereits im März 1711 gewarnt worden, dass Nicholson eine Expedition gegen Québec organisiere. Sie waren auch über die Zusammensetzung von Hills Streitmacht im Bilde, jedoch bis Juli in Unkenntnis über deren Ziel. Philippe de Rigaud de Vaudreuil, der Gouverneur von Neufrankreich, entsandte Anfang Juni Louis Denys de La Ronde nach Boston, unter dem Vorwand einen Gefangenenaustausch zu beaufsichtigen. La Ronde erhielt geheime Anweisungen, die dortigen Behörden davon zu überzeugen, die Unterstützung für die britischen Truppen vorzuenthalten. Am 8. Juni, zufälligerweise am selben Tag wie Nicholson, traf La Ronde in Boston ein. Seine Bemühungen, die Meinung der Kolonisten zu beeinflussen, waren offensichtlich nicht von Erfolg gekrönt. Nicholson wurde auf die Aktivitäten La Rondes aufmerksam und ließ ihn verhaften. Nachdem Kopien seiner geheimen Anweisungen an Bord eines gekaperten französischen Schiffes gefunden worden waren, hielt man La Ronde bis November in Boston gefangen.
Gouverneur Vaudreuil wurde im August erneut gewarnt, dass eine Expedition gegen Québec und Montreal geplant werde. Er bot seine Miliz auf und scharte lokale Indianerstämme zusammen. Vaudreuil bereitete so gut es ging die Verteidigungsanlagen vor und versetzte die gesamte Kolonie in Kriegszustand. Mitte Oktober erfuhr Québec, dass große Schiffe sich näherten, was die Anspannung weiter erhöhte. Es stellte sich heraus, dass diese Schiffe französisch waren. An Bord eines der Schiffe befand sich ein Kundschafter, den Vaudreuil am 19. September ausgesandt hatte, um nach der britischen Flottille Ausschau zu halten. Der Kundschafter berichtete von sieben gekenterten Schiffen und schätzte die Verluste auf 1500 Mann. Obschon die Einheimischen bereits mit der Plünderung der Wracks begonnen hatten, organisierte die Kolonie eine formelle Bergungsoperation, die verschiedene Gegenstände wie Anker, Ketten, Zelte und Kanonen fand. Die geborgenen Gegenstände wurden versteigert.